# Yoshida Kanetomo

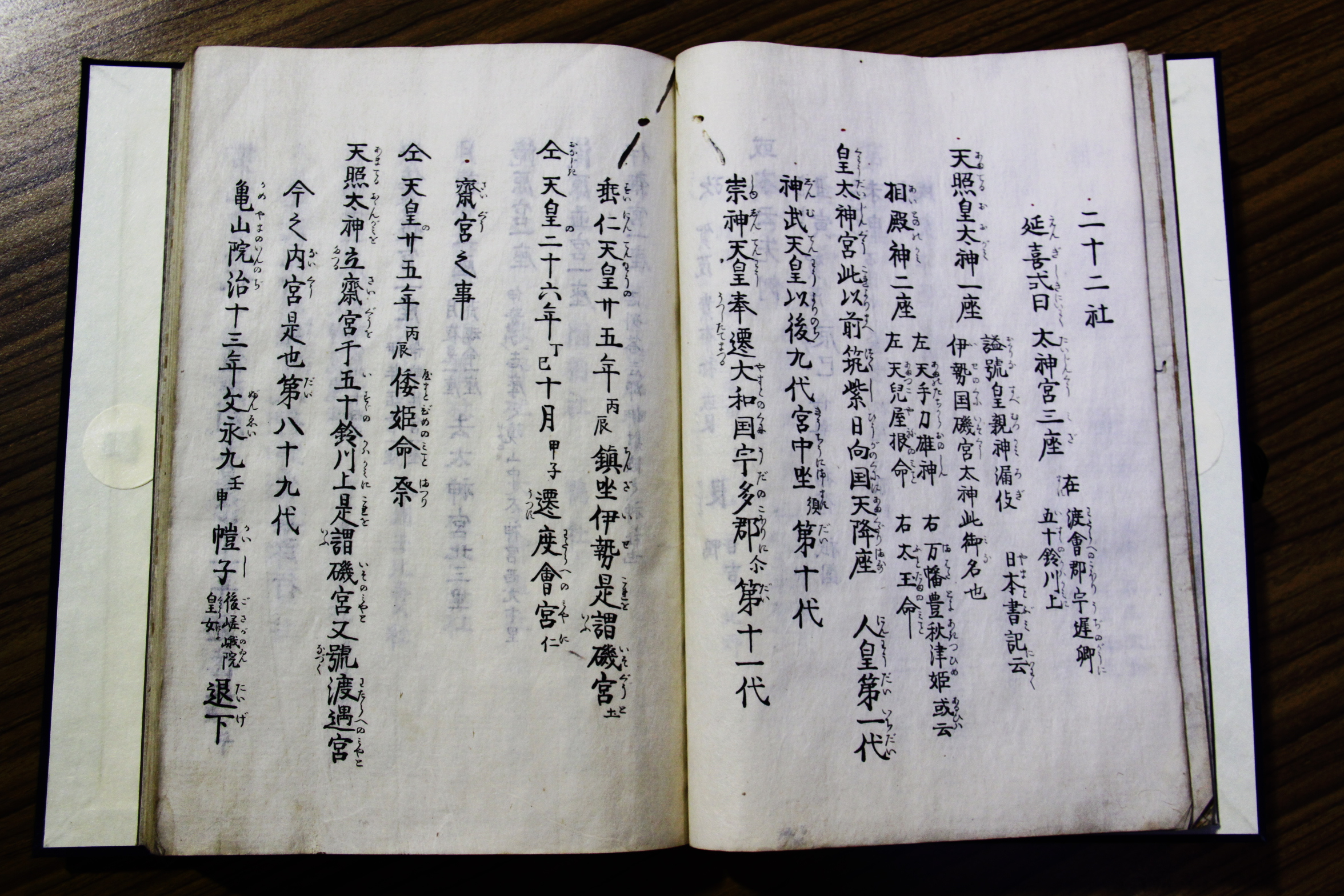
Copie du Nijūnisha Chūshiki de Yoshida Kanetomo

Yoshida Kanetomo est un nom japonais traditionnel ; le nom de famille (ou le nom d'école), Yoshida, précède donc le prénom (ou le nom d'artiste).
Yoshida Kanetomo (吉田兼倶, 1435-1511) est un prêtre shinto de l'époque Sengoku, éminente figure dans l'évolution d'un schéma cohérent descriptif et interprétatif du rituel et de la mythologie Shinto.

## Carrière
Kanetomo progresse peu à peu dans les rangs des bureaux impériaux du jingi-kan (« Département des affaires Shinto »), l'une des bureaucraties impériales mises en place dans le cadre du système ritsuryō au VIIIe siècle. Kanetomo devient finalement chambellan impérial (侍従, jijū). Entre autres positions qu'il occupe à cette époque se trouve celle de « Directeur adjoint principal des Divinités » (神祇大輔, jingi taifu) et celle de « Vice-directeur du Collège des censeurs » (弾正台弼, danjōdai hitsu).
- 1511 (ère Eishō 8, 2e mois) : Lorsque Kanetomo meurt à l'âge de 77 ans, son décès est considéré comme un événement important dans les chroniques de l'histoire impériale du Japon[2].

## Shinto Yoshida
La période du début de l'école Shinto fondée par Kanetomo est appelée Genpon-Sōgen Shinto (« Shinto du fondateur original »), aussi connue sous le nom Shinto Yuiitsu (« Un seul Shinto »). Avant Kanetomo, la compréhension et la pratique du shinto sont mêlées avec le Bouddhisme. Sanetomo consacre sa vie à démêler ce qui par la suite est interprété comme deux entités distinctes.

### Honji suijaku
Le terme honji suijaku exprime une théorie bouddhiste japonaise selon laquelle un kami shinto perçu est la manifestation d'un dieu bouddhiste. Cette théorie propose et présume que l'entité double résultante possède nécessairement un noyau bouddhiste et que tout aspect shinto est secondaire.
À la fin de l'époque de Kamakura apparaît une contre-théorie qui avance également avec ce concept d'entités doubles ; cependant, ces contre-théoriciens tiennent que le côté kami est primordial et le côté bouddhiste secondaire. Cette théorie est appelée honji suijaku inversé.
Influencé par ces idées, Kanetomo les développe et propose de mettre de côté les théories conceptuelles de ces entités.
Jusqu'à la fin de l'époque d'Edo, les disciples de Kanetomo et le Yoshida-jinja se voient accorder le droit d'attribuer les rangs de tous les sanctuaires et prêtres à l'exception de ceux associés à la famille impériale.

## Source de la traduction
- (en) Cet article est partiellement ou en totalité issu de l’article de Wikipédia en anglais intitulé « Yoshida Kanetomo » (voir la liste des auteurs).